# Thor's Chariot (Zvezdna vrata SG-1)
Thor's Chariot je naslov epizode znanstveno-fantastične serije Zvezdna vrata, v kateri Goa'uldi napadejo Cimmerio, O'Neill s svojo ekipo pristane na tem planetu. Počutijo se odgovorne, saj so ob svojem prejšnjem obisku uničili njihovo najboljšo napravo za obrambo proti Goa'uldom. Ekipa tokrat pride do nekaj neverjetnih odkritij, med drugim Samantha ugotovi, da s svojo močjo lahko uporablja eno od Goa'uldovih naprav. Kmalu posadki postane jasno, da bo v boju s sovražnikom potrebovala pomoč.